# Tunisavia
Tunisavia ist eine tunesische Fluggesellschaft mit Sitz in Tunis und Basis auf dem Flughafen Tunis.

## Unternehmen
Tunisavia wurde 1974 gegründet und führt Geschäfts- und Charterflüge sowie MedEvacs und Flugzeugabfertigungen durch.

## Flotte
Mit Stand April 2023 besteht die Flotte der Tunisavia aus drei Flugzeugen und drei Hubschraubern:
| Flugzeugtyp                              | aktiv | bestellt | Anmerkungen |
| ---------------------------------------- | ----- | -------- | ----------- |
| de Havilland Canada DHC-6-300 Twin Otter | 1     |          |             |
| Bombardier Challenger CL 604             | 2     |          |             |
| Eurocopter Dauphin AS 365 N3             | 2     |          |             |
| Eurocopter AS-365N-3                     | 1     |          |             |
| Gesamt                                   | 6     | –        |             |

## Ehemalige Flugzeugtypen
- Eurocopter Dauphin 365 N